# УНИМА
УНИМА (франц. Union Internationale de la Marionnette) је међународног удржење луткара. Основано је у Прагу, 20. маја 1929. године, када је одржана Пета конвенција чешких луткара, на коју су позвани гости из Бугарске, Француске, Југославије, Немачке, Аустрије, Румуније и Совјетског Савеза. У одговарајућој атмосфери настала је идеја да се оснује међународна луткарска организација која је за кратко време од малог круга пријатеља прерасла у светску организацију.
Значајно је, из угла историје уметности, да је УНИМА прво међународно тело у области позоришта.

## Историјат
Идеја о оснивању међународне луткарске организације настала је 1928. године у Баден-Бадену, где је одржан састанк Културне уније за унапређење луткарства. Наредне године, на горе поменутој конвенцији, на предлог француског новинара Пола Жана, савез је формиран и забележен је као први позоришни савез на светском нивоу. Праг је изабран за седиште организације, а управу је преузео Масариков завод за народно образовање. Први председник је био Јиндрих Весели. Службени језици УНИМА-е су постали француски и немачки. Ова организација је убрзо постигла светски ниво и почели су да јој се прикључују и људи других професија и организација.
Оснивачки принцип тицао се рушења свих баријера које ометају сарадњу. Тежиште деловања организације је било на ширењу луткарства и поспешивању веза међу луткарима различитих земаља, али у то предратно време, ови културни радници су ширили и мирнодопске идеје.

Након сусрета у Прагу, конгрес УНИМА-е је одржан исте године и у Паризу. 
Године 1930. је одржан у Лијежу, а 1933. године у Љубљани, што је уједно био и последњи сусрет чланова организације пре Другог светског рата. Иако су појединци одржавали контакте током рата и након њега, готово илегално, сама организација се није поново реактивирала у новој светској прерасподели снага.
УНИМА је, од самог почетка, била врло специфична организација јер је остала доследна демократским принципима постављеним у њеном Статуту. Притом, није губила пријатељски и хумани карактер, али је и увек била способна да заузме одлучан став у спровођењу својих циљева. 
Циљеви УНИМЕ су били представљени још 1930. године  на Првом конгресу луткара Југославије у Љубљани, где је наведено да удружење има за циљ:
- да удружи све луткаре и пријатеље лутке,
- да поспеши сарадњу међу луткарским позориштима свих народа и држава,
- да успостави међусобну помоћ и
- шири мисију луткарских позоришта.[2]

Осим поменутих циљева организације, објашњено је зашто се Чехословачка бира за седиште организације. Управо се ова држава наводи као јединствени пример на свету по присутности и развоју луткарства, јер је још 1930. године имала три хиљаде и две стотине луткарских позоришта у којима се годишње изводило око 24 000 представа, а присуствовало им је два милиона и три стотине хиљада деце.
Остваривање поменутих циљева заправо није био лак задатак, нарочито у Европи, која је након 1945. била подељена на источну и западну. Снага УНИМА-е, показало се,  била је и биће заснована на чињеници да је она увек у стању да се уздигне изнад таквих проблема.
Тек 1957. године на иницијативу предратног генералног секретара УНИМА-е, Јана Малика, дакле, позивом Чехословачке, удружење се поново окупило у Прагу, на 5. конгресу исте године. Тај догађај је означио крај „хладног рата“ за луткаре послератног периода.
Шездесетих година нова генерација чланова УНИМА-е је установила нове токове у њеном раду. Нови Статути су отворили пут за оснивање Националних центара и Међународних комисија које ће преузимати одговорност за развој различитих сегмената рада УНИМА-е. На тај начин УНИМА је од групе пријатеља израсла у модерну и успешну организацију. После рата, УНИМА је одржала дванаест Конгреса, у оквиру којих су одржани и значајни међународни фестивали, а сви су били повезани с важним међународним фестивалима. Године 1980. Конгрес је први пут одржан изван граница Европе, у главном граду Сједињених Америчких Држава – Вашингтону, а 1988. одржан је први Конгрес у Азији – у три јапанска града: Нагоји, Иди и Токију.
Конгрес у Љубљани, Словенија, одржан 1992. године, донео је измене Статута УНИМА-е и начињени су велики напори да УНИМА оживи и привуче нове генерације луткарских заљубљеника и стручњака.
Део планова које је поставила УНИМА односио се не само на помоћ онима који су желели да унапреде своје знање о луткарству и вештину у тој уметности, већ и на подстицање сарадње у новим областима које су захтевале дубљу разраду, као што су обучавање, подучавање и терапија.
Осамдесетих година се формирају нови центри и придружују чланови са свих континената. Нови центри почињу територијално да се групишу (нпр: Азијска или Све-америчка комисија - у намери да олакшају комуникацију и ухвате се у коштац са новим одговорностима).

### Седиште УНИМА-е
Након 40 година у Прагу, УНИМА се сели у Варшаву где Генерални секретеријат остаје осам година. Године 1980. седиште се сели у Шарлвил Мезијер, Француска, који је већ био седиште важних светских фестивала, а од тада постаје дом не само УНИМА-е, већ и Међународног луткарског института. На том месту, у пространом центру, Генерални секретаријат УНИМА-е још увек врши своје активности и редовно прима посетиоце из свих крајева света.

### МагазинЛуткар
Официјелно гласило УНИМА-е од 1929. године, био је магазин Луткар и то је први специјализовани луткарски магазин. Основан је још 1912. године под називом Чешки луткар. Редовно је излазио до јуна 1913. године, када се прекида са објављивањем због Првог светског рата, а обновљен је 1917. године под садашњим називом. Ревија је била испуњена стручним чланцима са фотографијама и илустрацијама и сматрана је најбољом те врсте у свету.

## УНИМА данас
УНИМА је данас невладина организација  која делује у оквиру УНЕСКО-а од 1960. године. Године 2005. је бројала шездесет осам националних центара широм света, а  2012. имала је 80 националних центара, и пет земаља са заступништвом.
Данас је УНИМА присутна у 99 земаља на 5 континената. 
Њених 11 плус 5 радних комитета су: 
1. Културна размена;
2. Едукација, развој и терапија;
3. Очување наслеђа;
4. Међународна сарадња;
5. Међународни фестивали;
6. Стручно усавршавање;
7. Публикације и комуникација;
8. Истраживање;
9. Статути;
10. Стратешки развој;
11. Жене;

и пет регионалних комисија: 
1. Африка,
2. Азија-Пацифик,
3. Европа,
4. Латинска Америка,
5. Северна Америка.[4]

## Светска енциклопедија луткарства
Светска онлајн енциклопедија луткарства је један од битнијих пројеката УНИМЕ и њен сарадник за Србију је био Радослав Лазић који је допринео својим чланцима о истакнутим југословенским и српским луткарима.

## Сви светски конгреси УНИМЕ
1. УНИМА фестивал („Лутке за мир и интеркултурални дијалог“) конференција у Јеревану, Јерменија; С десна на лево: Martine Levy (Француска) - УНЕСКО; Jacques Trudeau (Канада) - Генерални секретар УНИМЕ; Dikla Katz (The Key Theatre, Израел) - новоименовани званични представник УНИМА-е у Израелу1929: Праг - председник: Јиндрих Весели (Jindřich Veselý)
2. 1929: Париз
3. 1930: Лијеж
4. 1933: Љубљана - нови председник: Јозеф Скупа (Josef Skupa) (Нови генерални секретар: Јан Малик)
5. 1957: Праг - нови председник: Макс Јакоб (Max Jacob)
6. 1958: Букурешт
7. 1960: Бохум - Брауншвајг
8. 1962: Варшава
9. 1966: Минхен
10. 1969: Праг - нови председник: (Jan Bussell)
11. 1972: Шарлвил Мезјер - нови генерални секретар: Хенрик Јурковски
12. 1976: Москва - нови председник: Сергеј Обрасцов
13. 1980: Вашингтон - нови генерални секретар: Jacques Felix
14. 1984: Дрезден - нови председник Хенрик Јурковски
15. 1988: Нагоја
16. 1992: Љубљана - нови председник (Sirppa Sivori-Asp)
17. 1996: Будимпешта
18. 2000: Магдебург - нови председник: (Margareta Niculescu)
19. 2004: Ријека - нови председник (Massimo Schuster) - нови генерални секретар: (Miguel Arreche)
20. 2008: Перт - нови председник (Dadi Pudumjee) - нови генерални секретар: (Jacques Trudeau)
21. 2012: Ченгду
22. 2016: Толоса
23. 2020: Бали: одржана онлајн годину дана касније због Ковида 19
24. 2025: Биће одржана у Шуншеону[4]